# 末日巡邏隊
末日巡邏隊（英語：Doom Patrol）是DC漫畫所推出的虛構超級英雄團體。團隊首次出現於《My Greatest Adventure》#80 (1963年6月)，由阿諾·德雷克、鮑伯·海尼及布魯諾·佩米亞尼共同創作。
末日巡邏隊最初由「首席」奈爾斯·考爾德、「機甲人」克里夫·史提爾、「彈力女俠」麗塔·法爾及「底片人」賴瑞·崔納組成。

## 其他媒體

### 電視

#### 動畫
- 《少年悍將》
- 《蝙蝠俠智勇悍將》
- 《DC國度短片（英语：DC Nation Shorts）》
- 《少年正義聯盟：局外人（英语：Young Justice: Outsiders）》
- 《少年悍將GO！》

#### 真人電視劇
- 《泰坦》
- 《末日巡邏隊》

### 電影
- 《正義聯盟：超級最前線（英语：Justice League: The New Frontier）》